# Рибер, Коув
Коув Рибер (родился 28 августа 1985 года в городе Виста, штат Калифорния) — американский музыкант, певец и автор песен, наиболее известный как вокалист групп Saosin (2004-2010), Dead American и Lé Tired. В 2024 году Рибер вновь вернулся в Saosin в качестве вокалиста.

## Коллективы
В начале 2000-х Коув был вокалистом в группах «Mormon In The Middle» и «Stamp Out Detroit».
В начале 2004 года его взяли в группу Saosin, где он заменил оригинального вокалиста Энтони Грина. В Saosin Коув записал одноименный полноформатный альбом (2006) и In Search of Solid Ground (2009), а также несколько EP. В начале 2010 года его попросили покинуть группу в связи с ухудшавшимися на тот момент из-за курения исполнительскими способностями Рибера.
После этого Рибер образовал проект Patriot вместе с гитаристом A Static Lullaby и The Used Джоуи Брэдфордом и барабанщиком Кайлом Роуза (Atreyu). В 2016 Patriot выпустили Dream Weaver EP.
Переехав в 2016 году в Солт-Лейк-Сити, Рибер встретил гитариста Чеда Джордана, вместе с которым образовал группу Dead American. 28 октября 2018 года Dead American выпустили дебютный EP, The Shape of Punk is Dumb. В 2022 году на лейбле Velocity Records вышел дебютный полноформатный студийный альбом Dead American, New Nostalgia.
С 2020 по 2023 годы Рибер выступал в качестве концертного вокалиста группы Scary Kids Scaring Kids во время их юбилейного тура, приуроченного к 15-летию дебютного альбома The City Sleeps in Flames.
В 2024 году Рибер вновь присоединился к Saosin в качестве вокалиста, а также образовал новый проект Lé Tired вместе с друзьями Кайлом Роуза и Джоуи Брэдфордом, ранее участвовавшими в Patriot.

## Дискография
Saosin
- Saosin (EP)[англ.] (2005), Capitol
- Saosin[англ.] (2006), Capitol
- Come Close[англ.] (2008), Capitol
- The Grey (Saosin EP)[англ.] (2008), Capitol
- In Search of Solid Ground (2009), Virgin

Patriot
- I Found My Way (демо, 2011)[6]
- TBA (EP, 2011)[7]

Dead American
- Ants and Pawns EP (2018), Independent
- False Intentions (сингл, 2019), Independent
- Wandering (сингл, 2019), Independent
- New Nostalgia (2022), Velocity Records
- ADD (сингл, 2023), Velocity Records
- Into Oblivion (сингл, 2024), Velocity Records